# Karlsruhe
Karlsruhe város Németországban, Baden-Württemberg tartományban, közel a francia határhoz. Itt található a német alkotmánybíróság székhelye.
Ismert még egyeteme is.

## Fekvése
Közel fekszik a Rajna folyóhoz, területén halad át a 49. szélességi kör.
A felső-rajnai medencében fekszik az Alb és Pfinz patakok folyása mentén. Keleten a Fekete-erdő északi határvidéke érinti.
A város legmagasabb pontja a Grünswetterbach városrész, mely 322,7 m magasan fekszik a tengerszint felett.

## Éghajlat
| Hónap                         | Jan.  | Feb.  | Már.  | Ápr. | Máj. | Jún. | Júl. | Aug. | Szep. | Okt. | Nov. | Dec.  | Év    |
| ----------------------------- | ----- | ----- | ----- | ---- | ---- | ---- | ---- | ---- | ----- | ---- | ---- | ----- | ----- |
| Rekord max. hőmérséklet (°C)  | 17,5  | 22,0  | 26,7  | 29,2 | 33,3 | 37,2 | 38,5 | 40,2 | 32,8  | 29,5 | 21,8 | 19,2  | 40,2  |
| Átlagos max. hőmérséklet (°C) | 4,7   | 6,8   | 11,7  | 16,4 | 20,9 | 24,0 | 26,6 | 26,5 | 21,6  | 15,8 | 9,1  | 5,5   | 15,9  |
| Átlagos min. hőmérséklet (°C) | −0,7  | −0,3  | 2,7   | 5,3  | 9,6  | 12,8 | 14,9 | 14,6 | 10,9  | 7,2  | 2,9  | 0,4   | 6,7   |
| Rekord min. hőmérséklet (°C)  | −20,0 | −15,0 | −14,6 | −5,3 | −0,3 | 3,6  | 6,9  | 6,3  | 2,5   | −2,8 | −9,3 | −18,7 | −20,0 |
| Átl. csapadékmennyiség (mm)   | 58    | 56    | 59    | 53   | 78   | 76   | 75   | 59   | 58    | 74   | 63   | 75    | 783   |
| Havi napsütéses órák száma    | 57    | 88    | 131   | 183  | 218  | 232  | 254  | 237  | 174   | 111  | 66   | 46    | 1797  |
| Forrás: DWD, Climatebase.ru   |       |       |       |      |      |      |      |      |       |      |      |       |       |

## Története

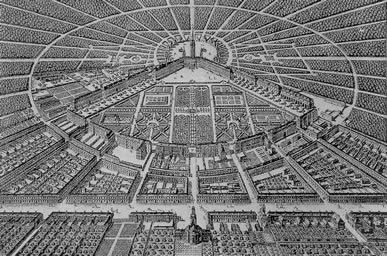
A kastély és a park tervrajza 1715-ből

Az egykori Badeni-Durlachi grófság , majd badeni hercegség székvárosa, egyike a legfiatalabb mai nagyvárosoknak.  Alapkövét 1715-ben rakták le, amikor III. Károly Vilmos Baden-durlachi gróf – az eredeti rezidenciájának, Durlachnak középkori légkörét megunva – egy mind fekvésében, mind szellemiségében szabadabb várost szeretett volna alapítani. Így 1715. június 17-én a Karlsruhei Kastély alapkőletételével megalapította a várost. A kastély képezi a város középpontját, 32 sugárútja ebből a pontból indul ki.
Karlsruhe megalapítása után a Badeni Hercegség (egy ideig Nagyhercegség) központi városa lett.
Az 1945-ös, ill. 1952-es közigazgatási reformok során Karlsruhe elvesztette központi szerepét, és a szövetségi tartományi főváros szerepét Stuttgart vette át.
1825-ben I. Lajos nagyherceg alapította politechnikumát, amely a későbbi híres egyetemének magját alkotja.

## Ipara
Karlsruhe ma közlekedési központ és jelentős ipari város is. A Rajna kikötői mellett olajfinomítók állnak és nemzetközileg is ismert cégek: Kaloderma, Siemens és Halske, Heinkel motorgyár mellett atomkutató központ is működik a városban.

## Közlekedése
A város igen ismert az úttörő közlekedési rendszeréről, ahol a városi villamosok a nagyvasúti síneken az agglomerációba közlekednek (névadója is lett a karlsruhei modellnek).
Autópályán, illetve vasúton is elérhető Stuttgart, Frankfurt és Freiburg felől.
2007 óta Párizsból TGV-vel is elérhető. Karlsruhén halad át a Párizst Béccsel összekötő, éjszaka közlekedő Orient expressz, így a város Bécs városából indulva átszállás nélkül elérhető.

## Híres emberek
- Oliver Kahn, német válogatott kapus.
- Karl Benz, a gépkocsi feltalálója.
- Hans Frank, ügyvéd, politikus, az NSDAP tagja, később Dél-Lengyelország gauleitere.[4]

## Fontos helyek

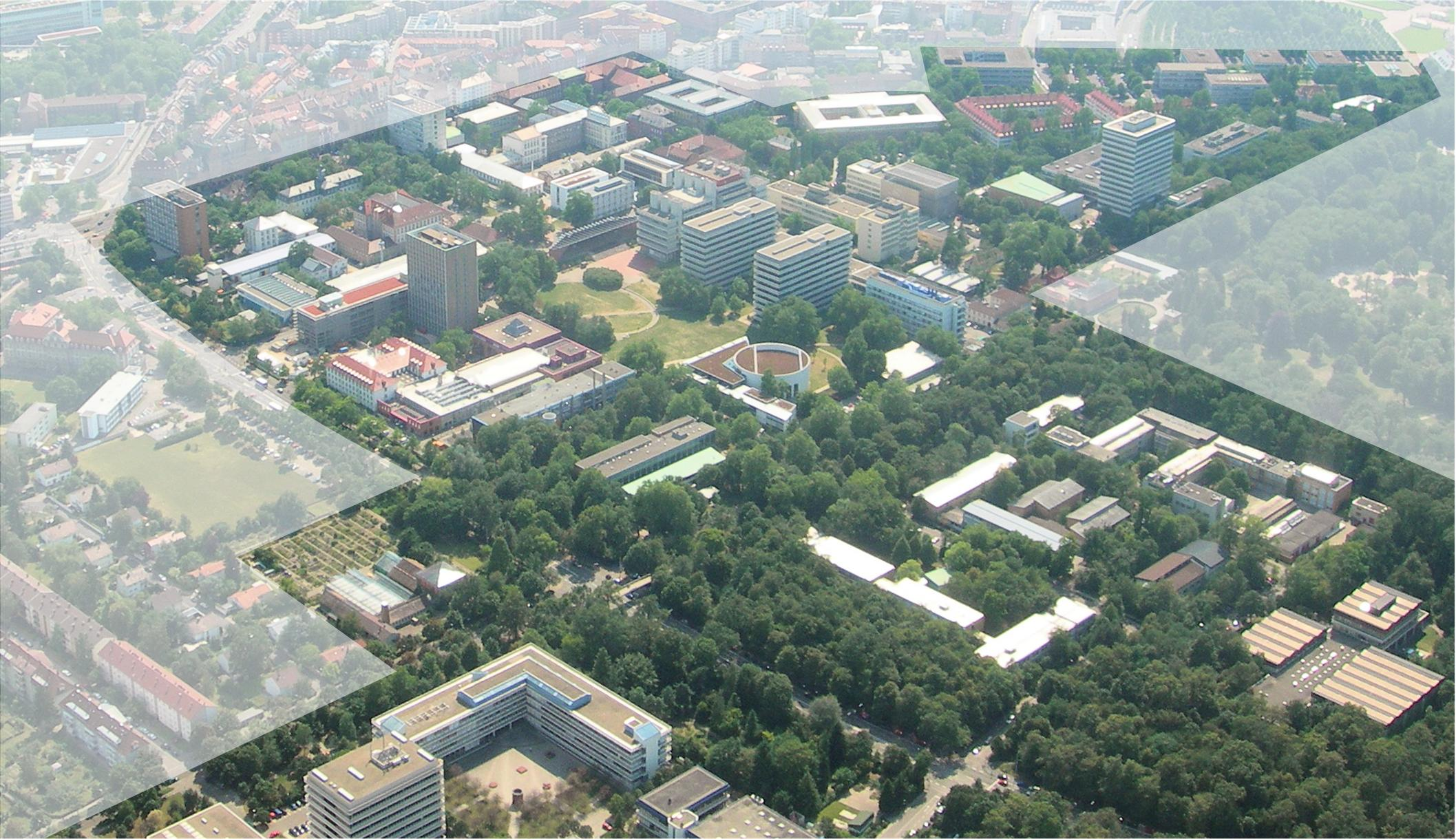
Campus Uni Karlsruhe

A Kaiserstraße a város legforgalmasabb sétánya. Itt található a legtöbb üzlet és étterem. Az utca alatt végig villamos jár, a 4-es villamos kivételével minden vonal átmegy rajta. A földalatti villamospályát azért építették, mivel a felszín felett a sétálóutcán járó villamosok veszélyesek voltak. Érdekessége, hogy a sétány minden keresztutcáján a kastélyt látni lehet. Ez a legyezöformájú utcák szerkezetének köszönhető. A Kaiserstraße két fontosabb teret is érint, a Marktplatz-ot és az Europaplatz-ot.
Az Europaplatz egy közlekedési csomópont, mint a Hauptbahnhof (főpályaudvar). Itt található a régi posta épülete, ami ma már egy bevásárlóközpont. Az „EC-Center” mellett az egyik legforgalmasabb bevásárlóközpont a városban.
A Marktplatz-on található piramis Karlsruhe jelképe. A téren található emlékművek szabadkőműves jelképek is egyben. Az itt lévő piramis, az obeliszk, a földön lévő kőrózsák és a közelben lévő Pantheon mind a Szabadkőművesekkel hozhatók kapcsolatba. Nem kizárt hogy Karl Benz is a társasághoz tartozó tudós volt.
Karlsruhe Hauptbahnhof a város főpályaudvara. Innen indul a legtöbb vonat a közeli Mannheimba, Freiburgba, Stuttgartba és Heidelbergbe. A pályaudvar a KVV (Karlsruher Verkehrsverbund – Karlsruhei tömegközlekedési hálózat) fő csomópontja. Itt járó S-Bahn vonalak: S1, S11, S4, 2, 3, 4, 6, 50, 68
Karlsstraße a város leghosszabb utcája. Bevezet a belvárosba Ettlinger Tor és Europaplatz-on keresztül a kastélyig.

## Galéria

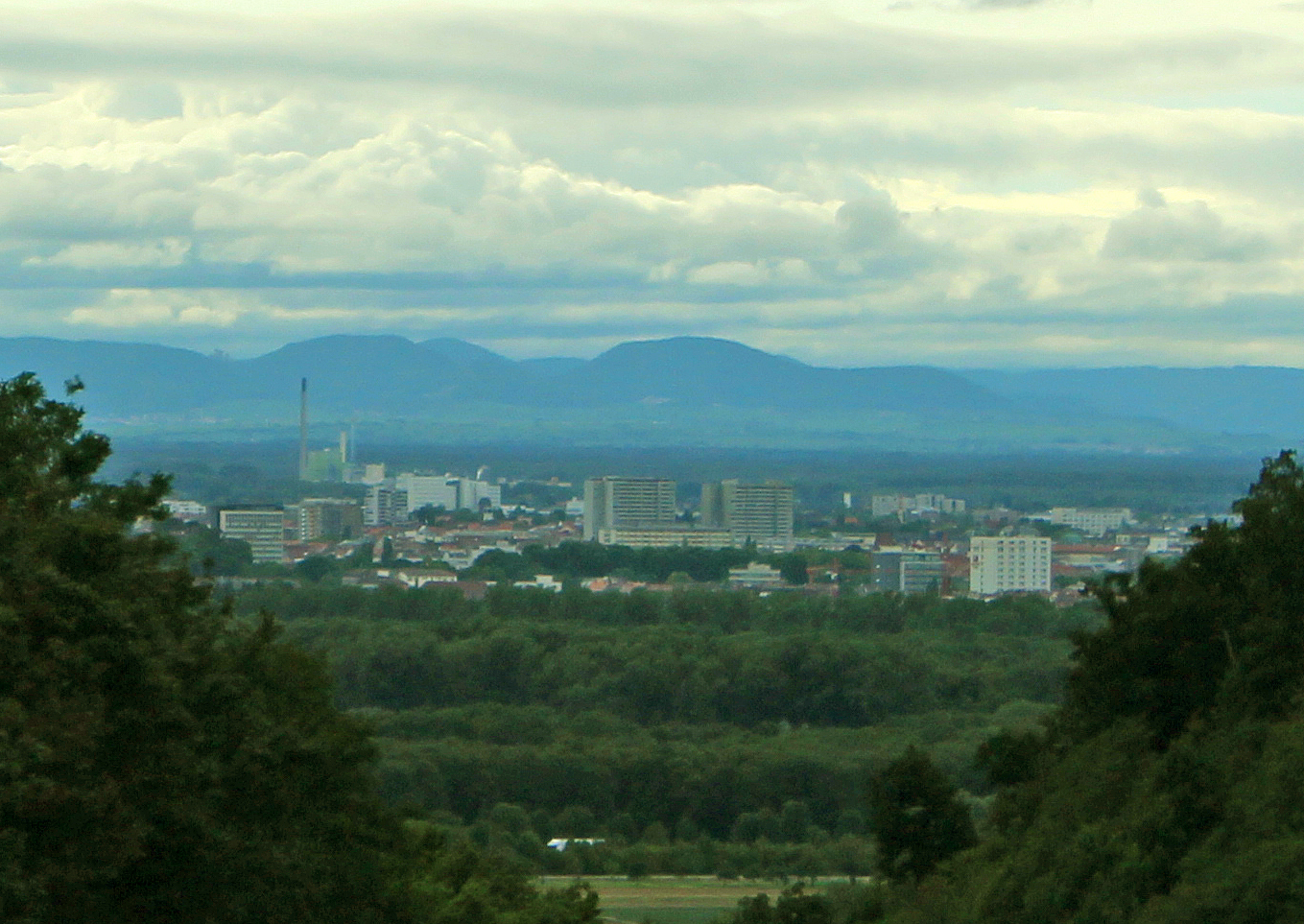
Karlsruhe 2015-ben
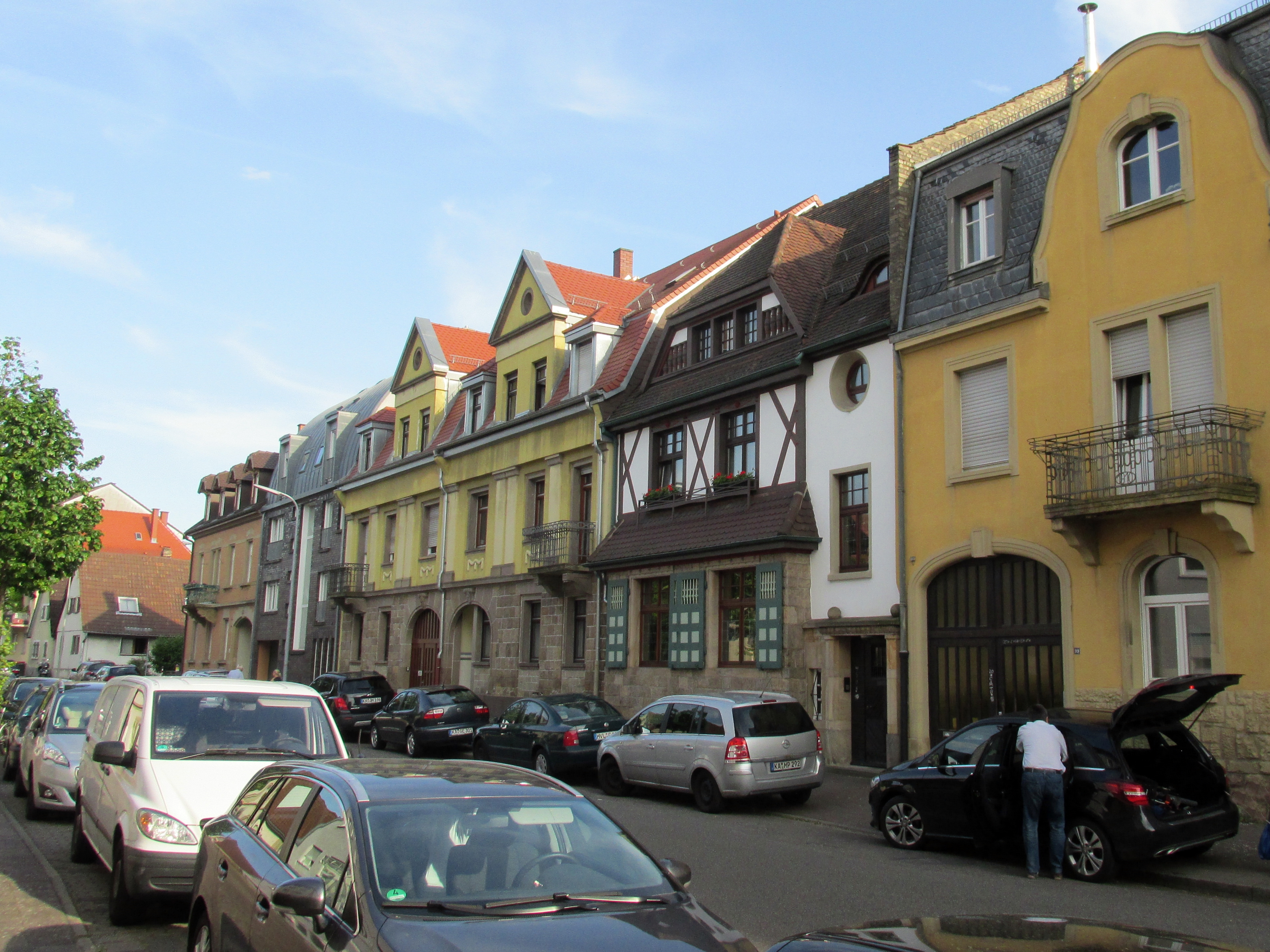
Breite Straße
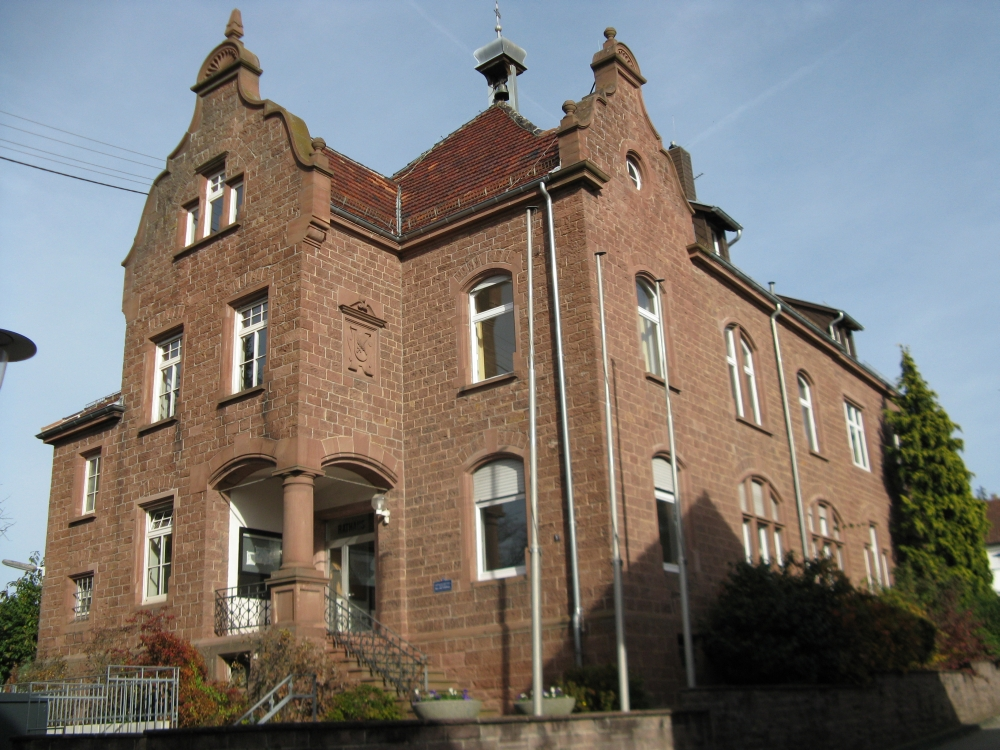
Badisches Schulmuseum
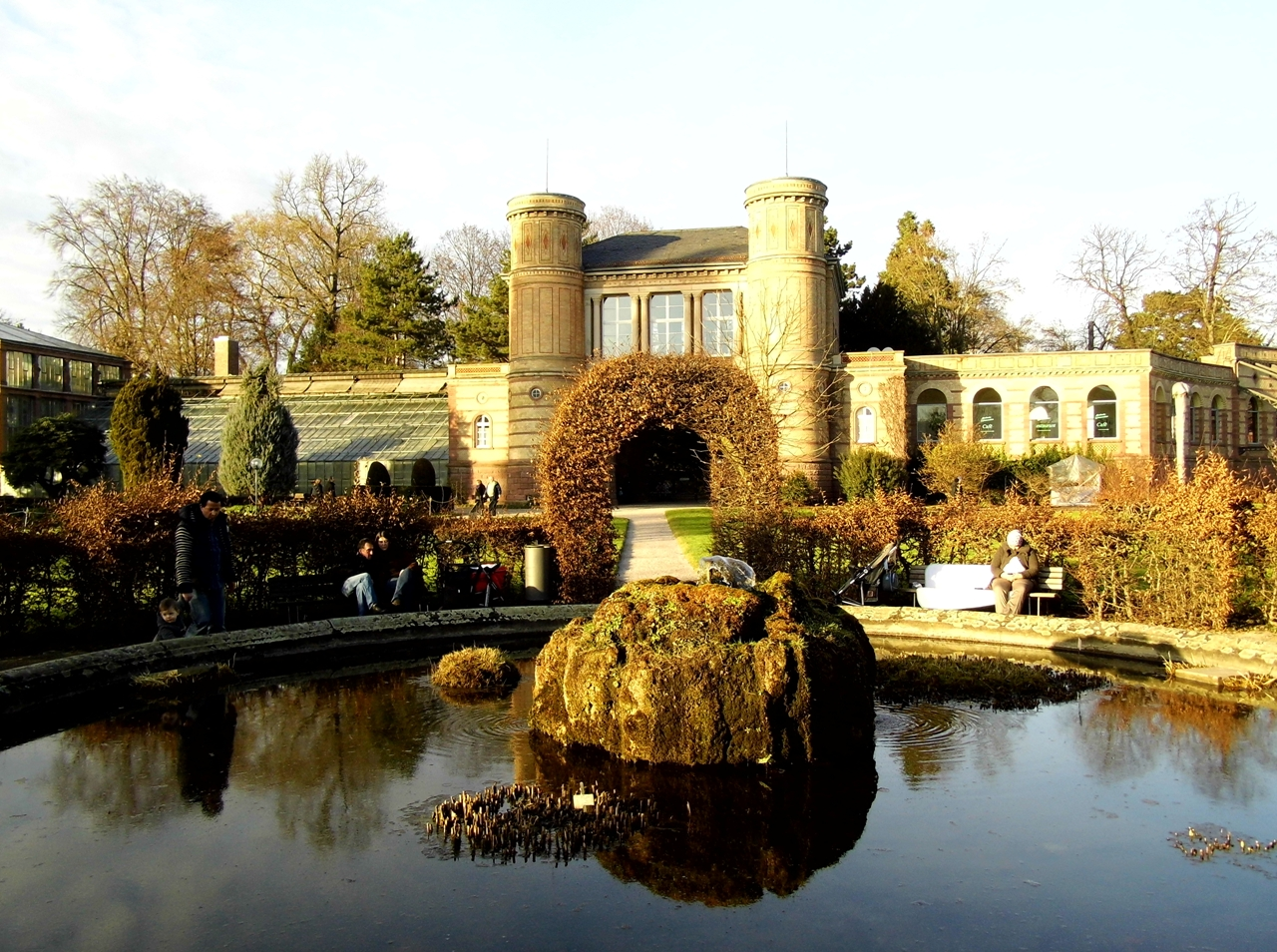
Botanikus kert, Karlsruhe
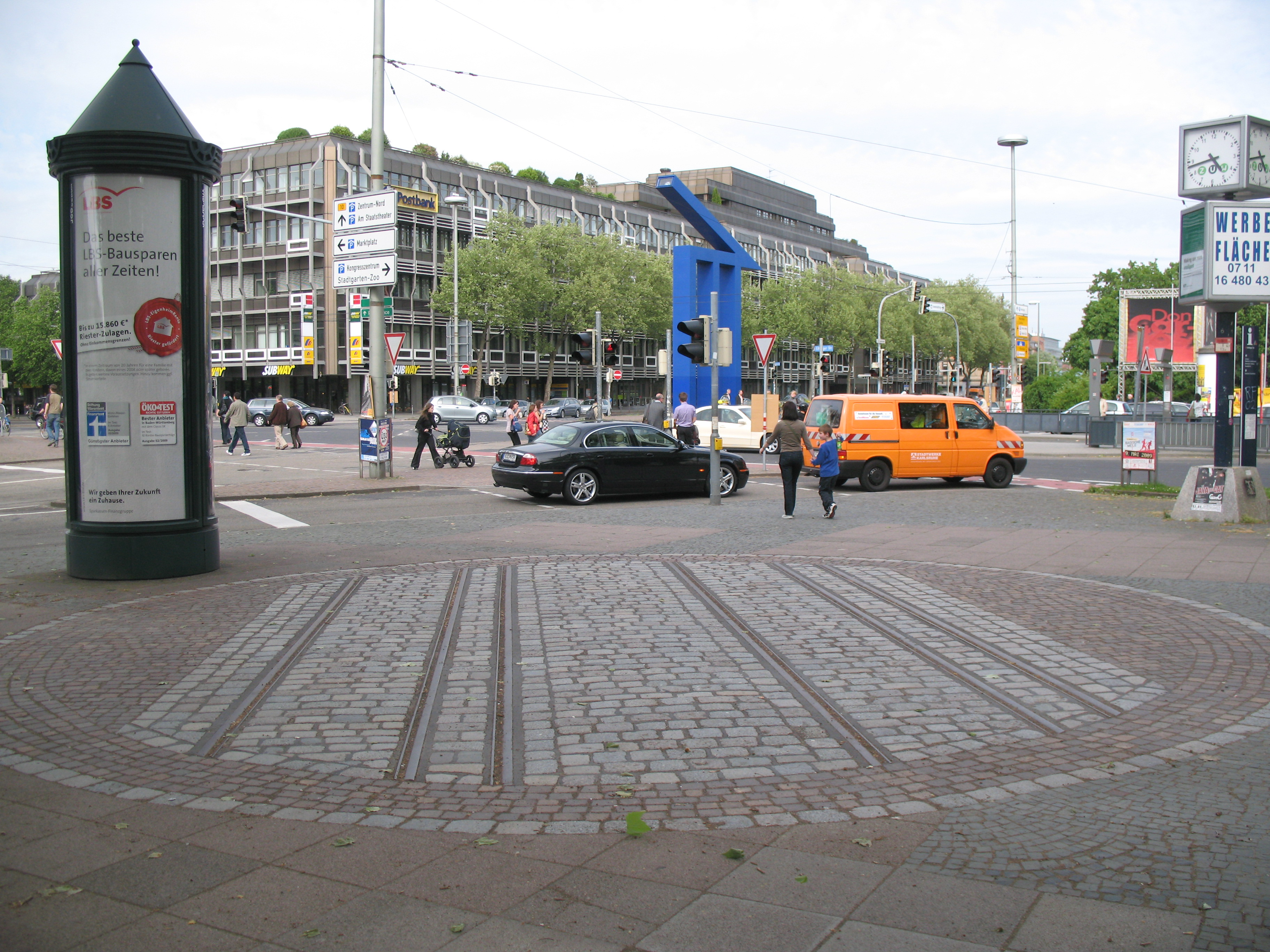
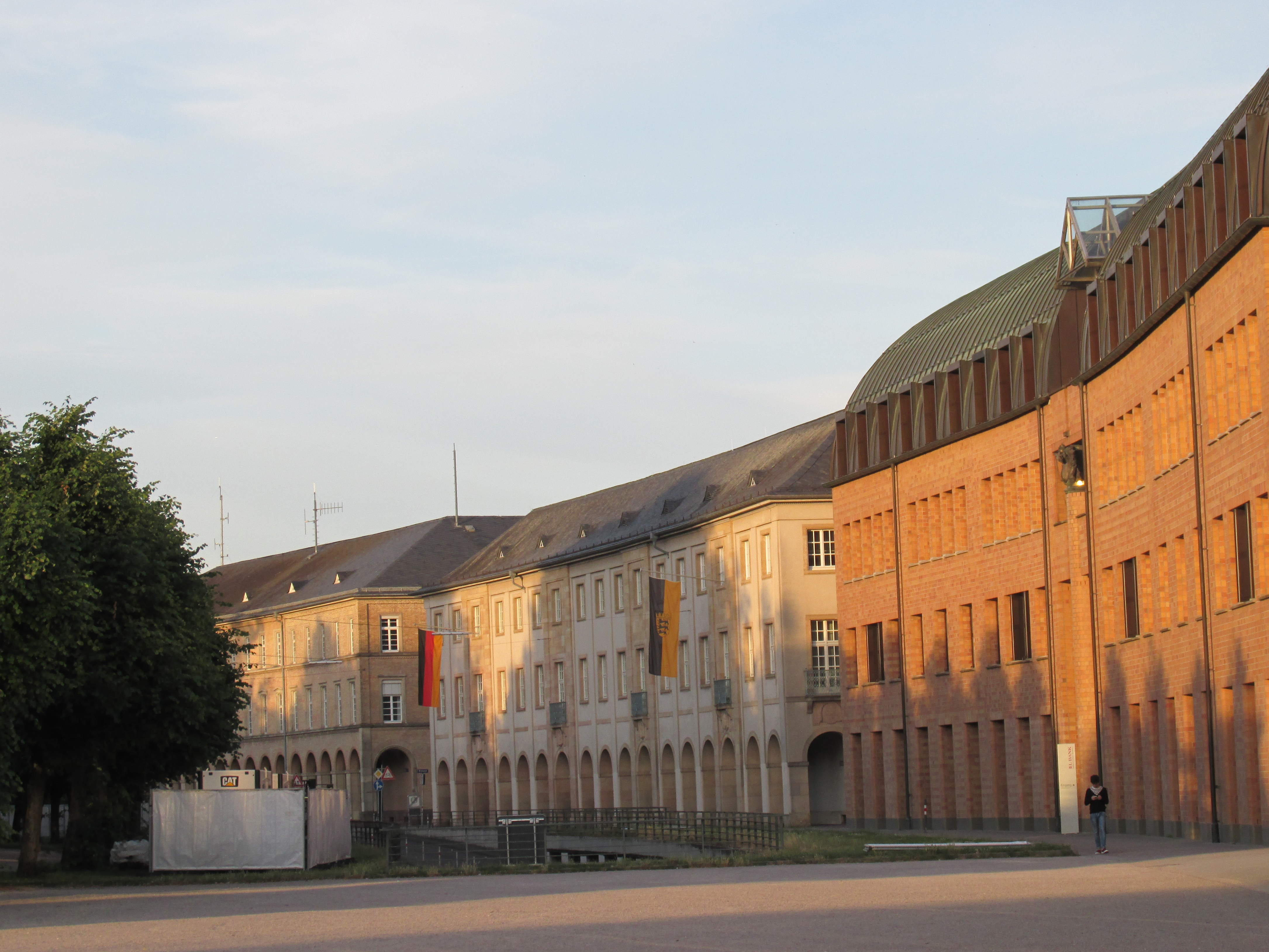
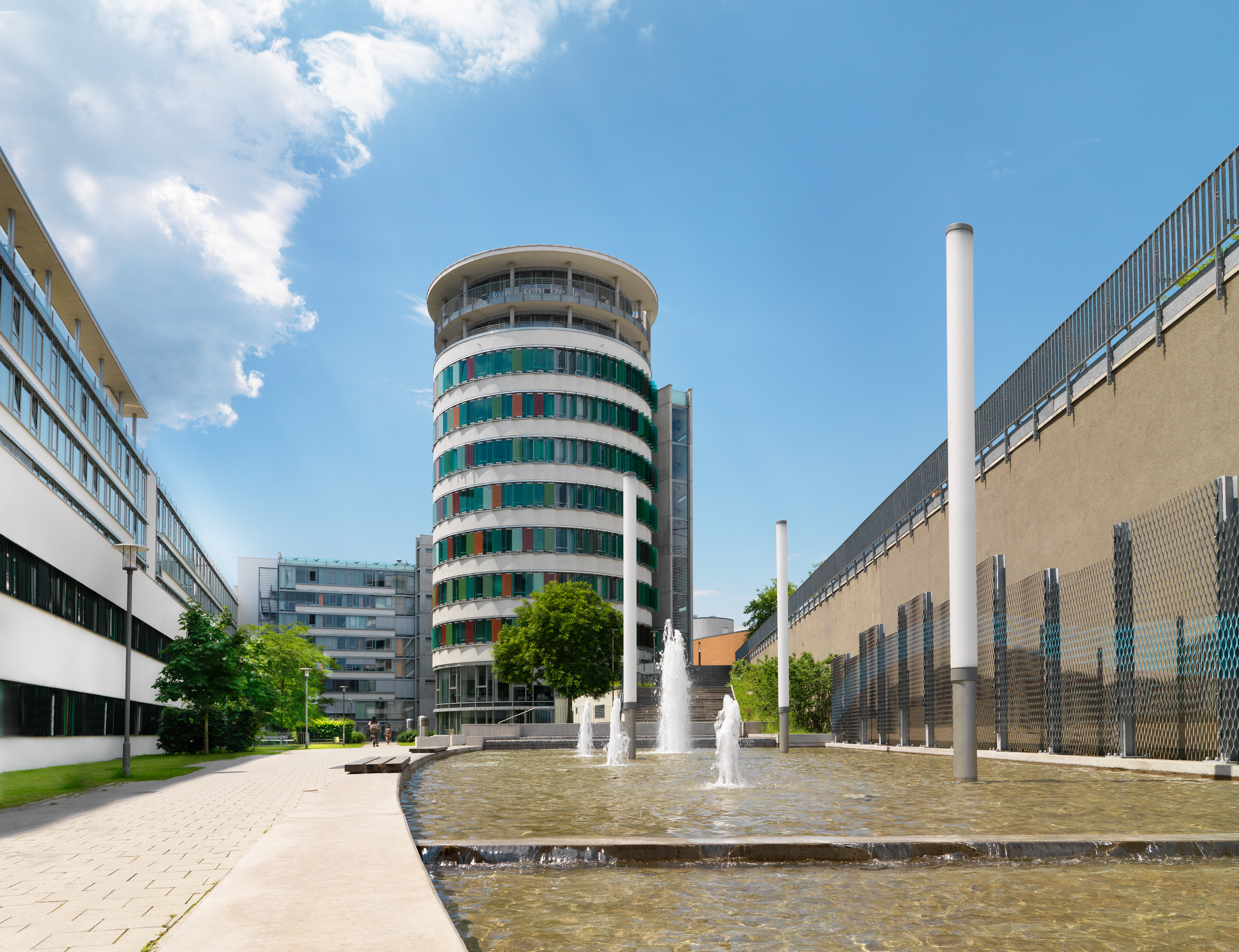
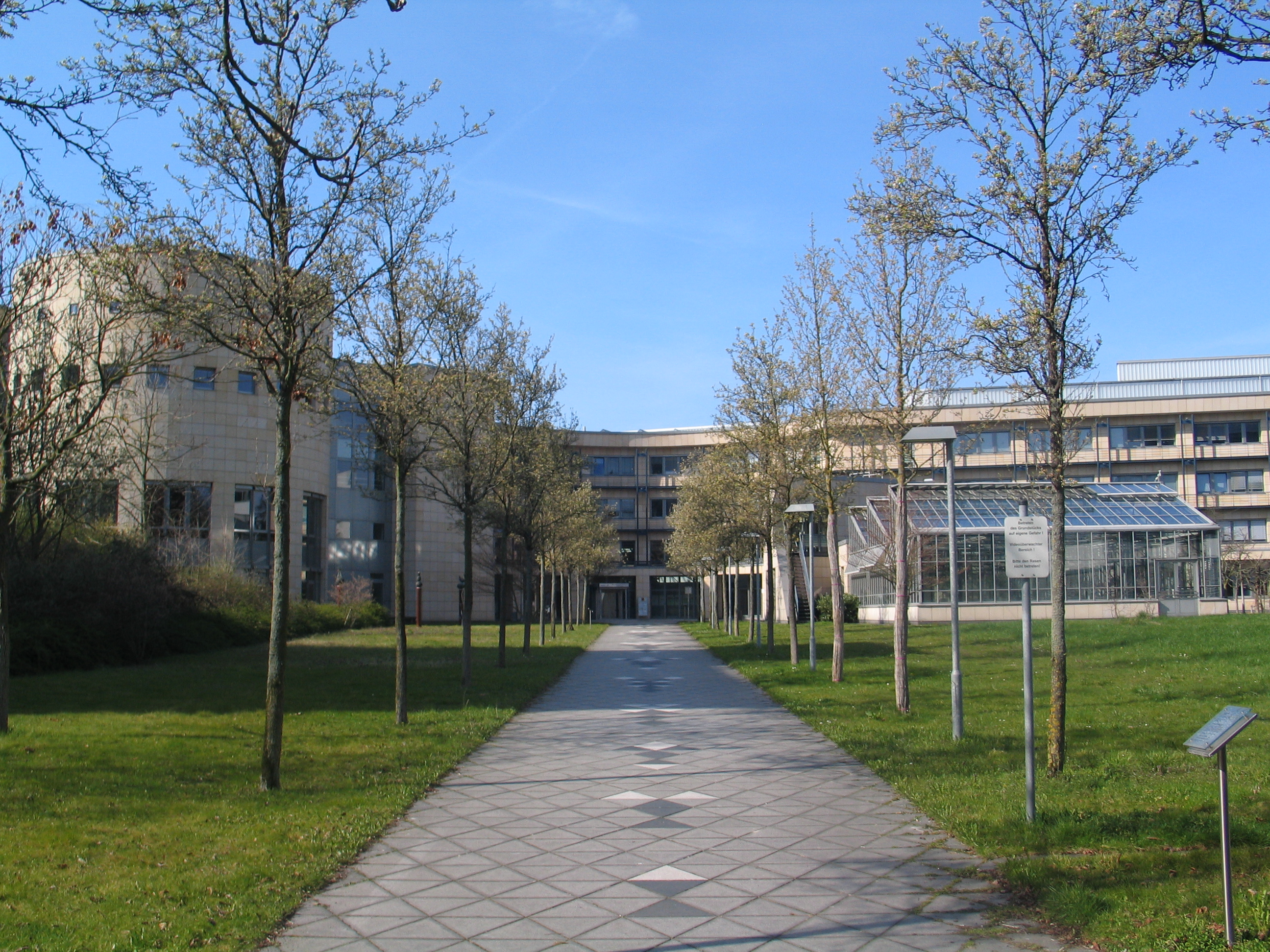
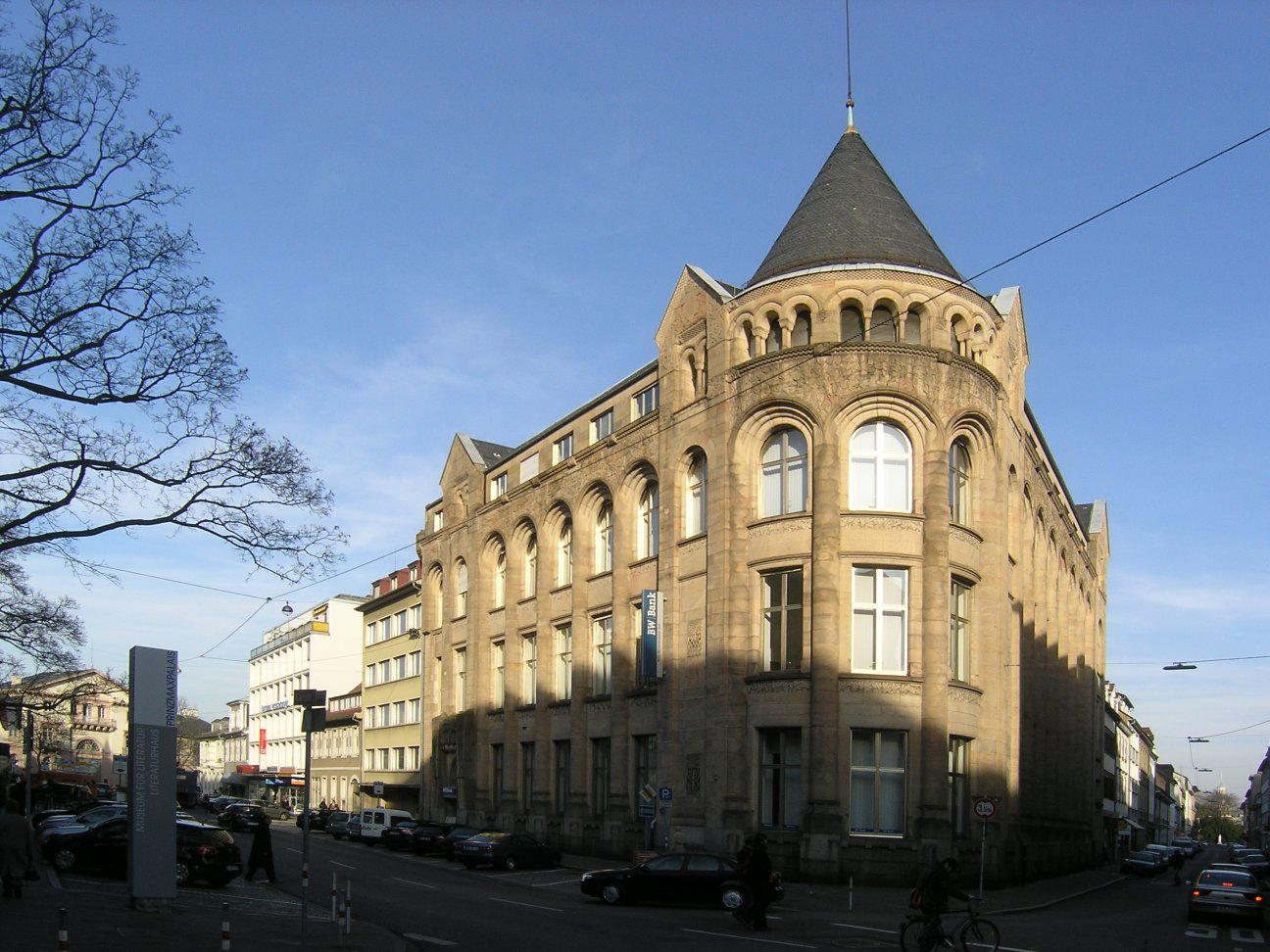
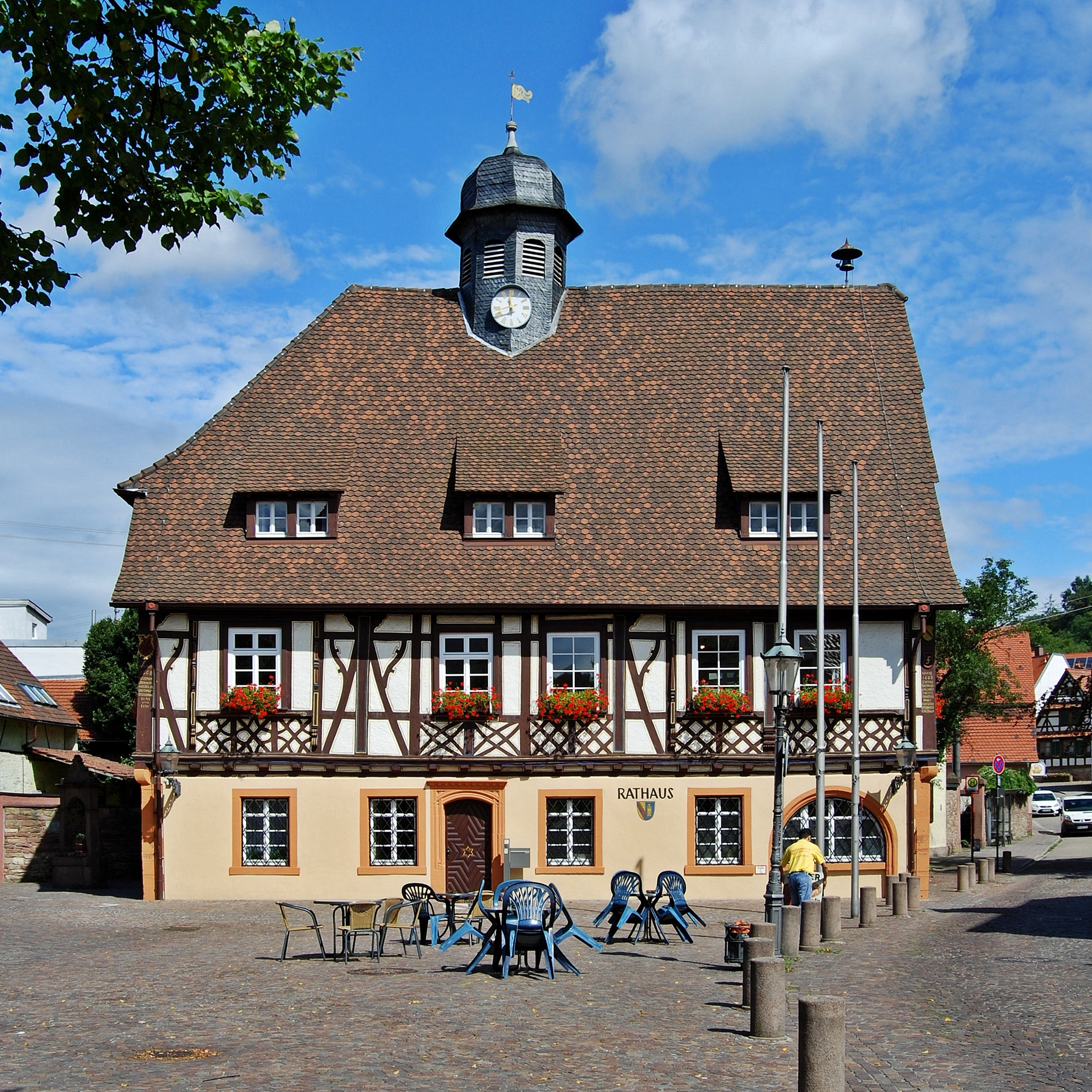
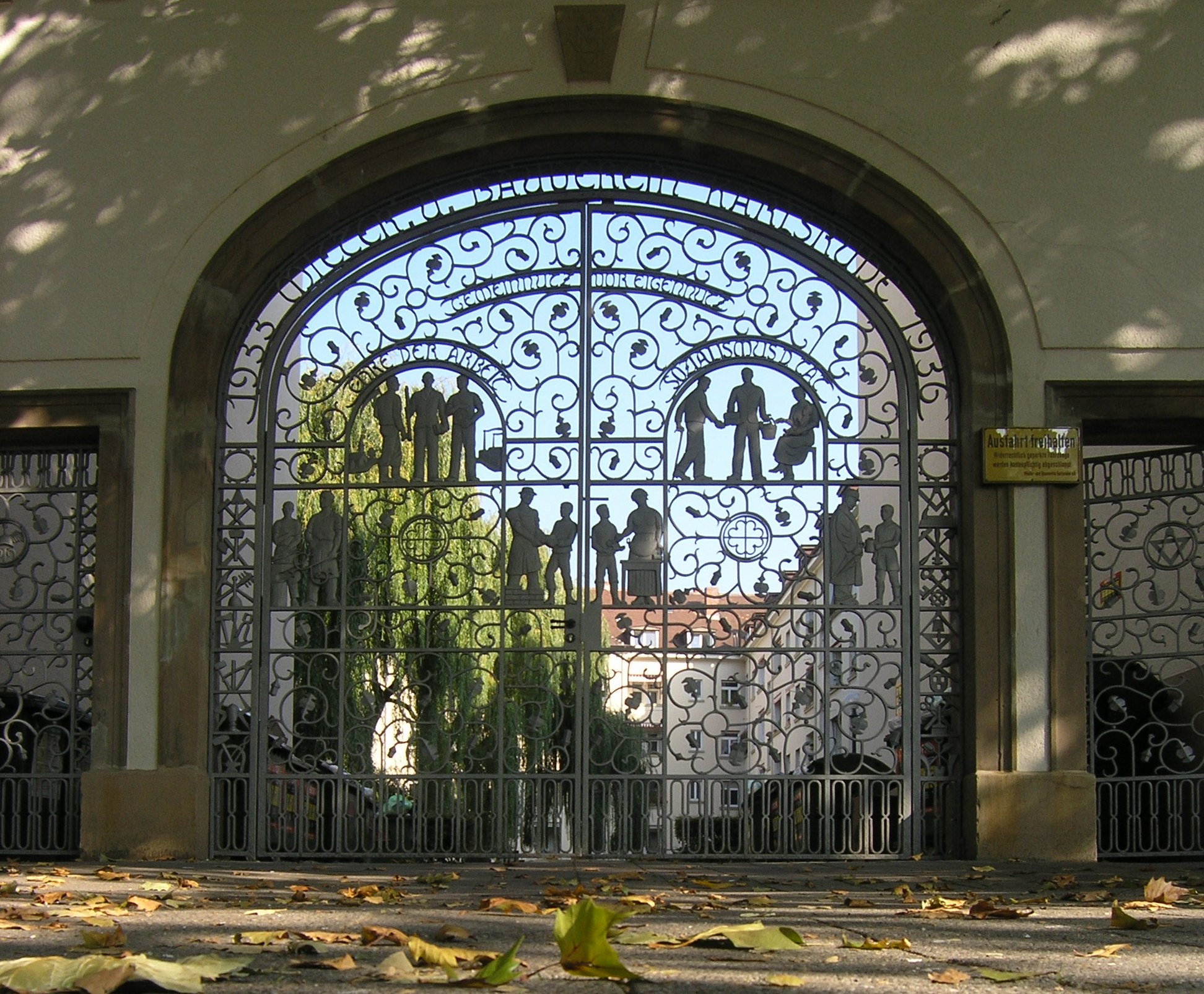
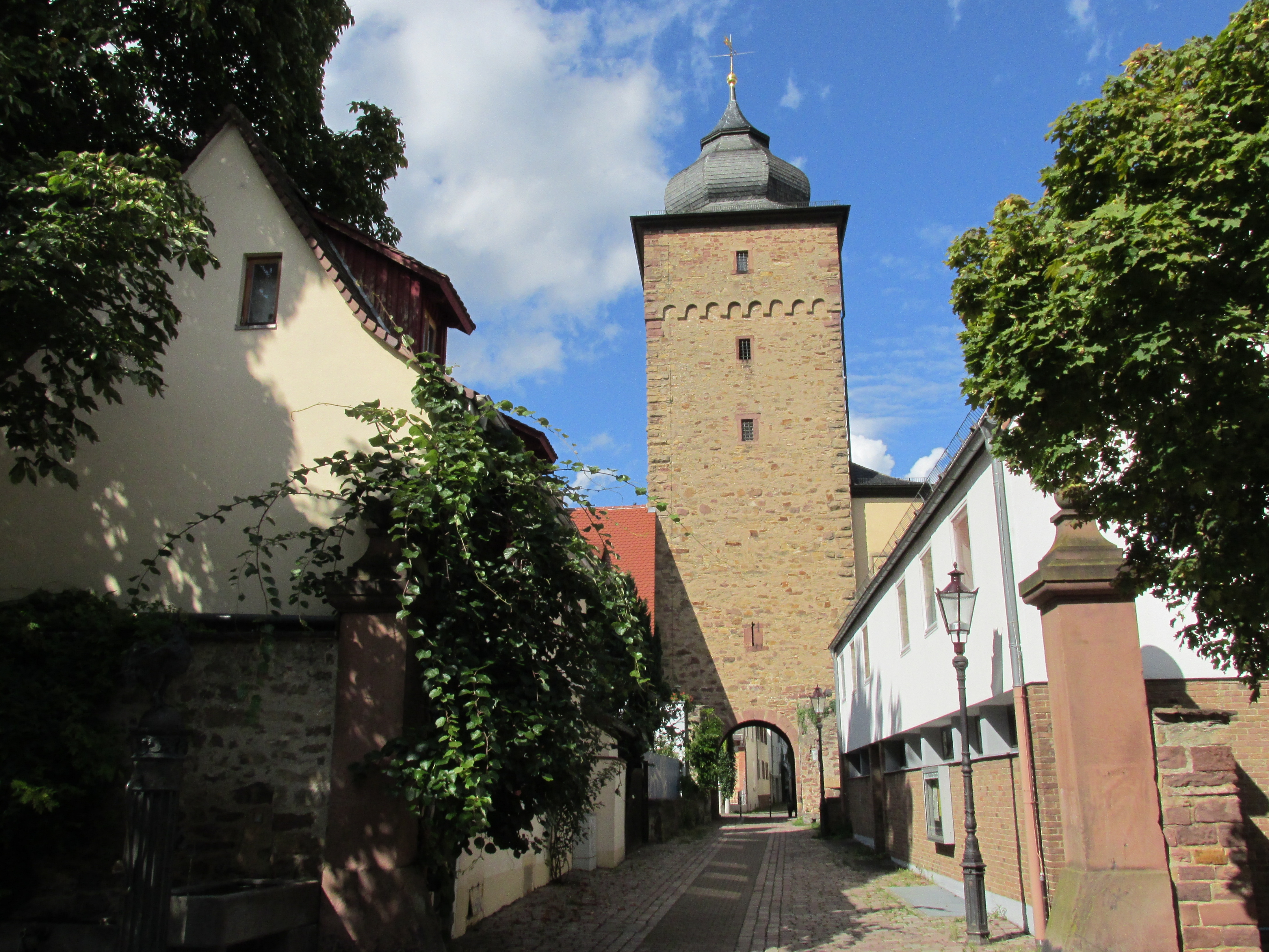
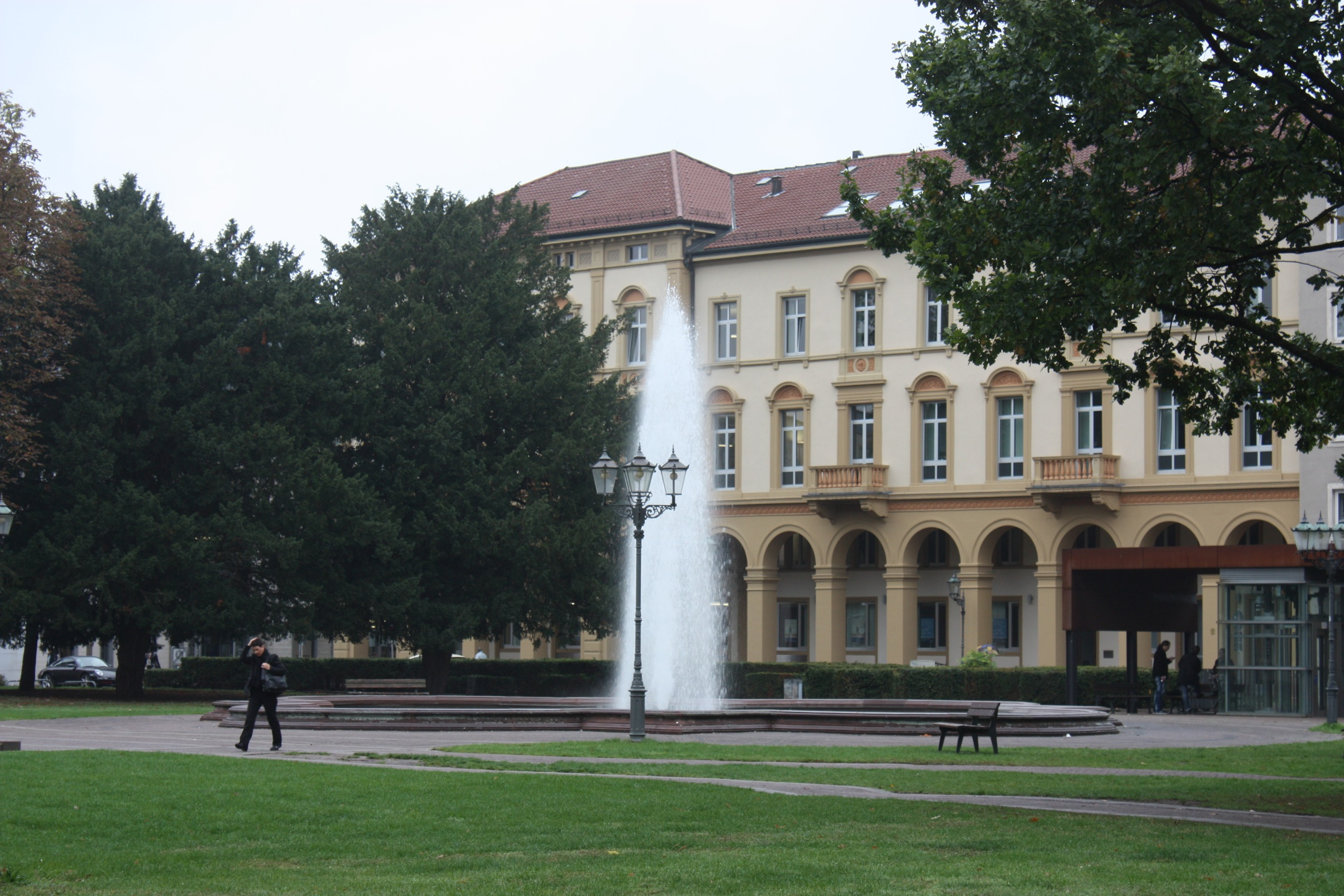
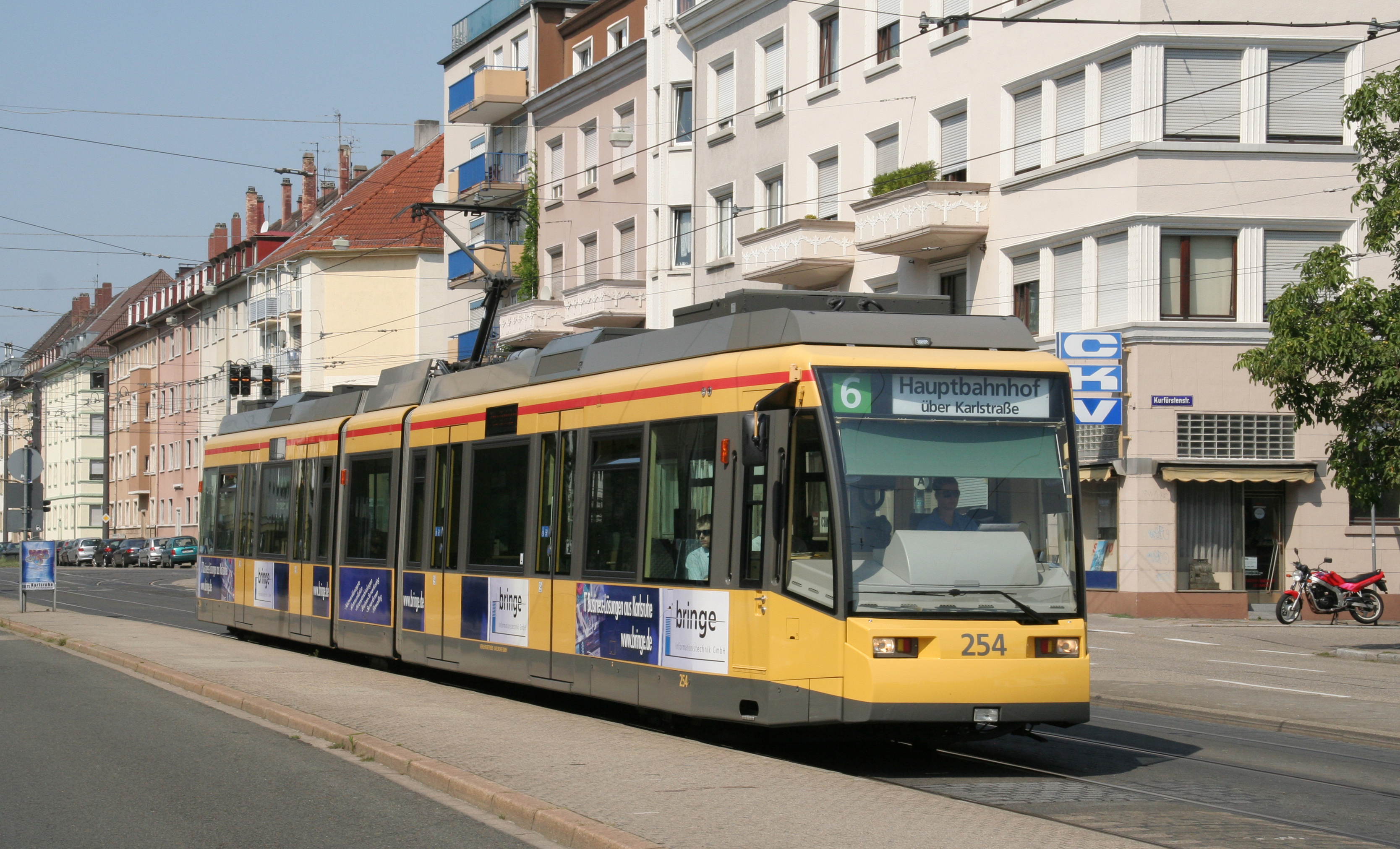
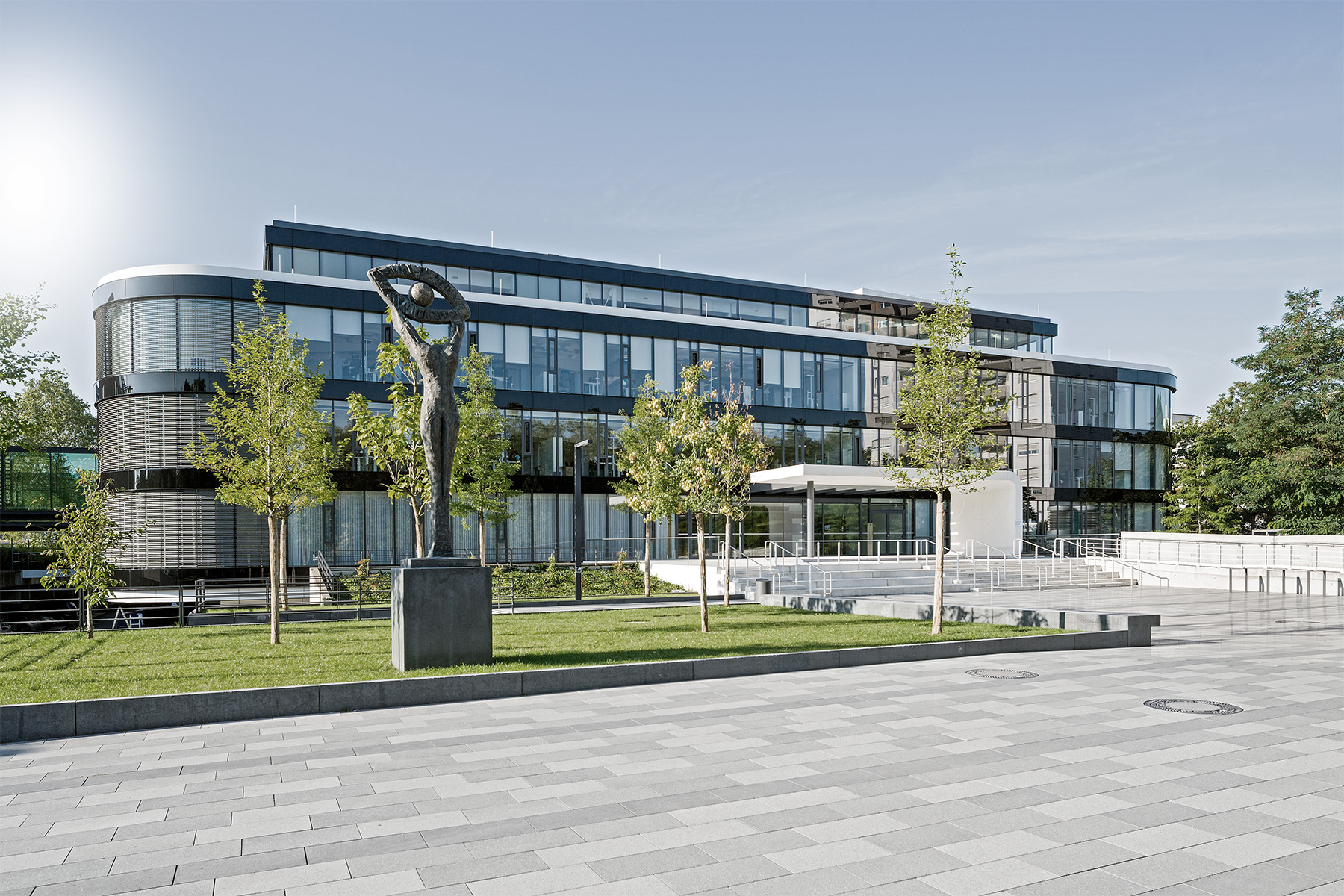

## Népesség
A település népessége az elmúlt években az alábbi módon változott:
| Lakosok száma | 265 077 | 284 060 | 283 543 | 271 877 | 265 100 | 277 011 | 279 578 | 290 736 | 300 051 | 309 964 |
|               | 1961    | 1968    | 1974    | 1981    | 1988    | 1994    | 2001    | 2008    | 2014    | 2023    |